# Lacroixidema poggei
Lacroixidema poggei är en skalbaggsart som beskrevs av Keith 2000. Lacroixidema poggei ingår i släktet Lacroixidema och familjen Melolonthidae. Inga underarter finns listade i Catalogue of Life.